# ピート・ウィルソン
ピーター・バートン・"ピート"・ウィルソン（英語：Peter Barton "Pete" Wilson、1933年8月23日 - ）は、アメリカ合衆国の政治家。正式なファーストネームであるピーターよりも愛称のピートが使用されることが多い。カリフォルニア州下院議員、サンディエゴ市長、カリフォルニア州選出連邦上院議員、カリフォルニア州知事を歴任した。所属政党は共和党。元はアーノルド・シュワルツェネッガー州知事の私的な顧問として活躍していた。